# Многоколосник кана
Многоколосник кана (лат. Agastache cana) — многолетнее травянистое растение, вид рода Многоколосник (Agastache) семейства Яснотковые (Lamiaceae), или Губоцветные (Labiatae). В природе встречается на юге США. Культивируется в качестве красивоцветущего садового растения.
Видовой эпитет научного названия, cana, происходит от латинского canus (седой; светло-серый, пепельного цвета) и связан с сероватой окраской листьев. В текстах на русском языке иногда встречаются различные наименования, связанные с переводом эпитета на русский язык — многоколосник серый, многоколосник пепельный, лофант серый, лофант пепельный, агастахе серый, агастахе пепельный.

## Распространение
Родина растения — горные районы штата Нью-Мексико и запада штата Техас (США), где растение встречается на высоте от 1400 до 1800 м в расщелинах и у основания гранитных скал, а также в каньонах по соседству с мелколистными видами дубов.

## Биологическое описание
Многолетнее травянистое растение высотой от 20 до 100 см. Листья овальные, эллиптические или; имеют зеленовато-серую окраску, особенно с нижней стороны, из-за плотного опушения; обладают достаточно сильным запахом, похожим на запах жевательной резинки.
Цветки зигоморфные, двугубые, длиной от 12 до 25 мм, образуют на верхушках стеблей плотные колосовидные соцветия. Венчики розовые, светло-розовые. Во время цветения растения привлекательны для калибри. Время цветения растений на своей родине — с июня по сентябрь. Плод — ценобий: дробный плод, состоящий из четырёх орешковидных тёмного цвета плодиков (эремов) длиной около 2 мм.

## Использование
Многоколосник кана культивируется в декоративных целях, рекомендуется для использования в миксбордерах.
Агротехника
Растения предпочитают хорошо дренированную влажную почву, солнечное местоположение. Размножение — семенами и черенками.
В открытом грунте растение пригодно для выращивания в зонах морозостойкости с 5 по 10, хорошо растёт в условиям сухого прохладного климата.

### Синонимы
По информации базы данных The Plant List (2013), в синонимику вида входят следующие названия:
- Cedronella cana Hook. basionym
- Cedronella hastifolia Regel
- Cedronella mexicana var. cana (Hook.) A.Gray

## Комментарии
1. 1 2 3 4 5 6  Григорьев (ред.), 2006.
2. 1 2 3 4 5  Spellenberg, 1999.
3. ↑  Agastache cana (англ.): сведения о названии таксона на сайте The Plant List (version 1.1, 2013)  (Дата обращения: 11 апреля 2015).